# Oshibori
Un oshibori (oshibori (おしぼり)), també conegut com a otefuki, que significa 'mocador', és una tovalloleta de mà humida, freda o calenta, que s'usa quan no es té a l'abast aigua corrent. En el Japó, sol oferir-se en els restaurants, salons de te, aeroports i també en trens de llarga distància com ara el tren bala. S'utilitzen principalment per a netejar-se les mans abans de menjar o per a refrescar-se la cara (a l'estiu, amb tovalloletes fredes) o per escalfar-la (a l'hivern, amb tovalloletes calentes). És un costum tradicional que va originar-se durant el període Edo.

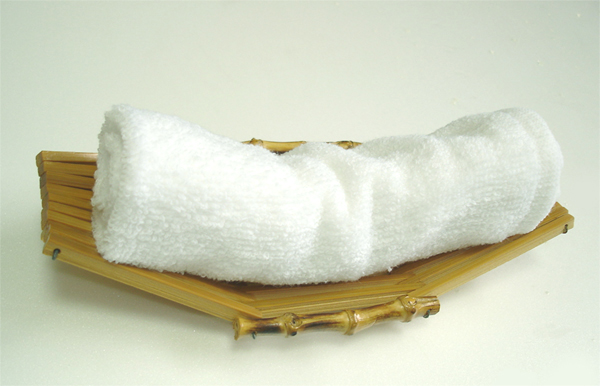
Oshibori presentat en un suport perit de bambú.

L'oshibori típic és de tela de cotó remullada en aigua molt calenta i escorreguda i sol presentar-se enrotllat damunt d'una petita safata. Avui dia molts establiments utilitzen oshiboris no teixits d'un sol ús o de cel·lulosa. Hi ha empreses que es dediquen a rentar i enrotllar els oshiboris. El procés és complicat, perquè les tovalloletes també s'han de desinfectar i esterilitzar i han d'estar calentes o fredes quan se serveixen. Això ha fet que moltes empreses disposin de màquines que les refreden o escalfen i les envasen en bosses de plàstic per a una millor higiene.

## Etimologia
La paraula oshibori prové del verb japonès shiboru (絞る) , que significa "escurçar", amb el prefix honorífic o- . En l'escriptura japonesa, la paraula oshibori s'escriu normalment en hiragana (おしぼり), i poques vegades utilitza kanji (お絞りo御絞り). Els oshiboris també es coneixen com o-tefuki ; tefuki es refereix als mocadors ordinaris, i aquests deriven del japonès te (手)  (mà) i fuku (拭く) , per eixugar. A les sales de mah-jong, les paraules atsushibo i tsumeshibo, dels adjectius japonesos atsui (熱い) , calent, i tsumetai (冷たい) , fred, s'utilitzen de vegades per referir-se a oshibori calent i fred respectivament.

## Oshiboritípic

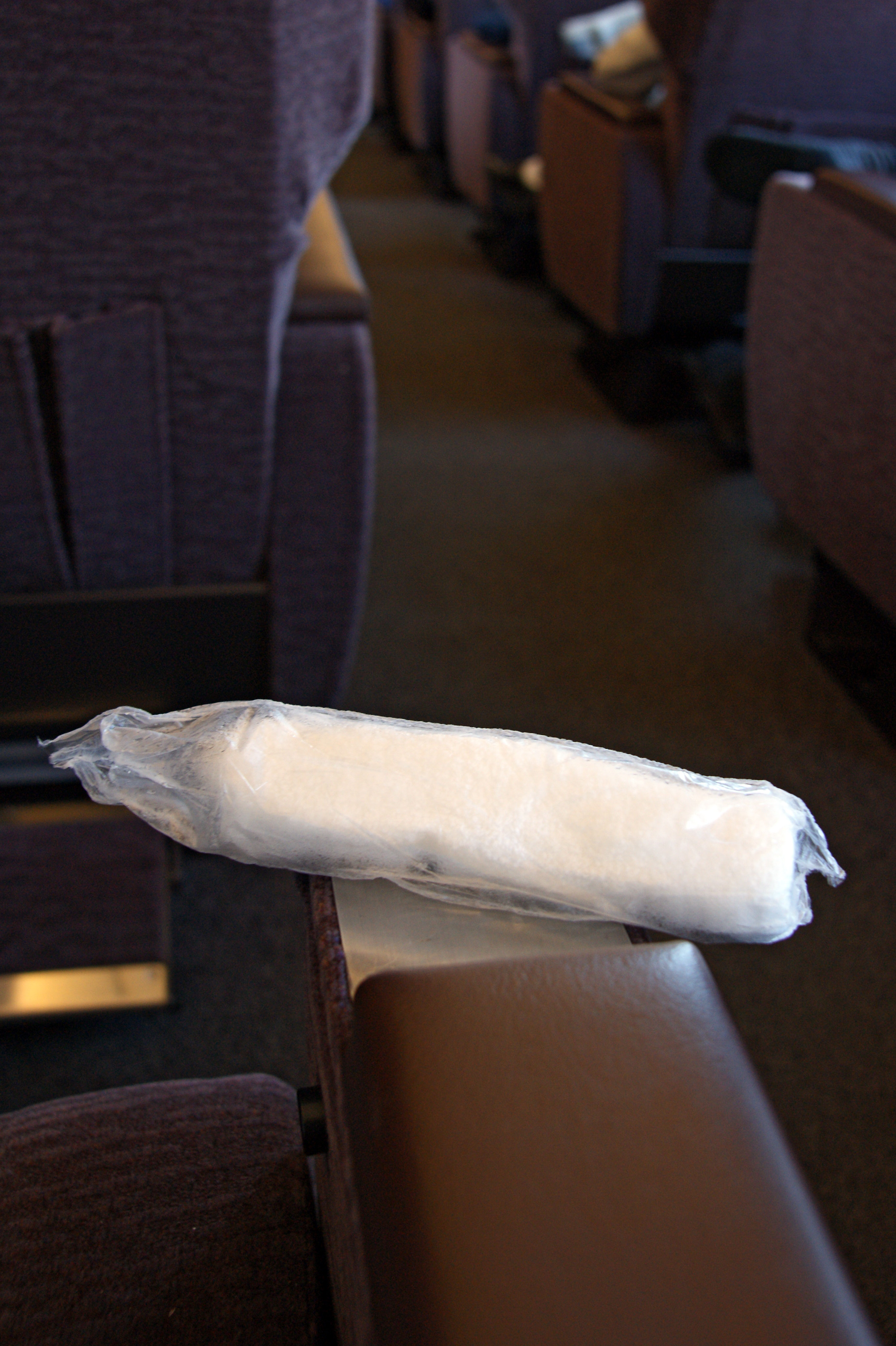
Oshibori en un tren exprés JR, Japó

Un oshibori típic, fet de tela, s'humiteja amb aigua i s'escorre. Després es col·loca a la taula del menjador perquè els clients s'eixuguin les mans abans o durant l'àpat. L' oshibori sovint s'enrotlla o es plega i es lliura al client en algun tipus de safata. Fins i tot si no s'utilitza una safata, normalment s'enrotlla en una forma llarga i prima, tot i que no és necessàriament el cas dels oshibori amb, per exemple, caixes de dinar bento. Molts establiments també distribueixen tovalloles fetes de tela no teixida o paper, que generalment s'utilitzen una vegada i després s'eliminen. Els de paper de vegades contenen un agent esterilitzant com l'alcohol o el diòxid de clor estabilitzat. L'oshibori de paper, així com l'oshibori de tela, sovint es pleguen i se segellen en un embolcall de plàstic per incloure'ls amb productes envasats com ara caixes de dinar bento a les botigues de conveniència o per passar-se en casaments, esdeveniments corporatius o llocs relacionats amb l'hostaleria.

## Oshiborifred i calent
Un oshibori es pot humitejar amb aigua calenta a una temperatura adequada o vapor per fer un oshibori calent, o col·locar-lo humit en una nevera per fer un oshibori fred adequat per al seu ús a l'estiu. Els restaurants solen utilitzar per a això un aparell elèctric com ara un armari de calefacció o una nevera. Els oshibori freds s'utilitzen a l'estiu i els oshibori calents a l'hivern. Al Japó, el 29 d'octubre s'ha observat com el dia de l'oshibori des del 2004.

## DispensadorsOshibori

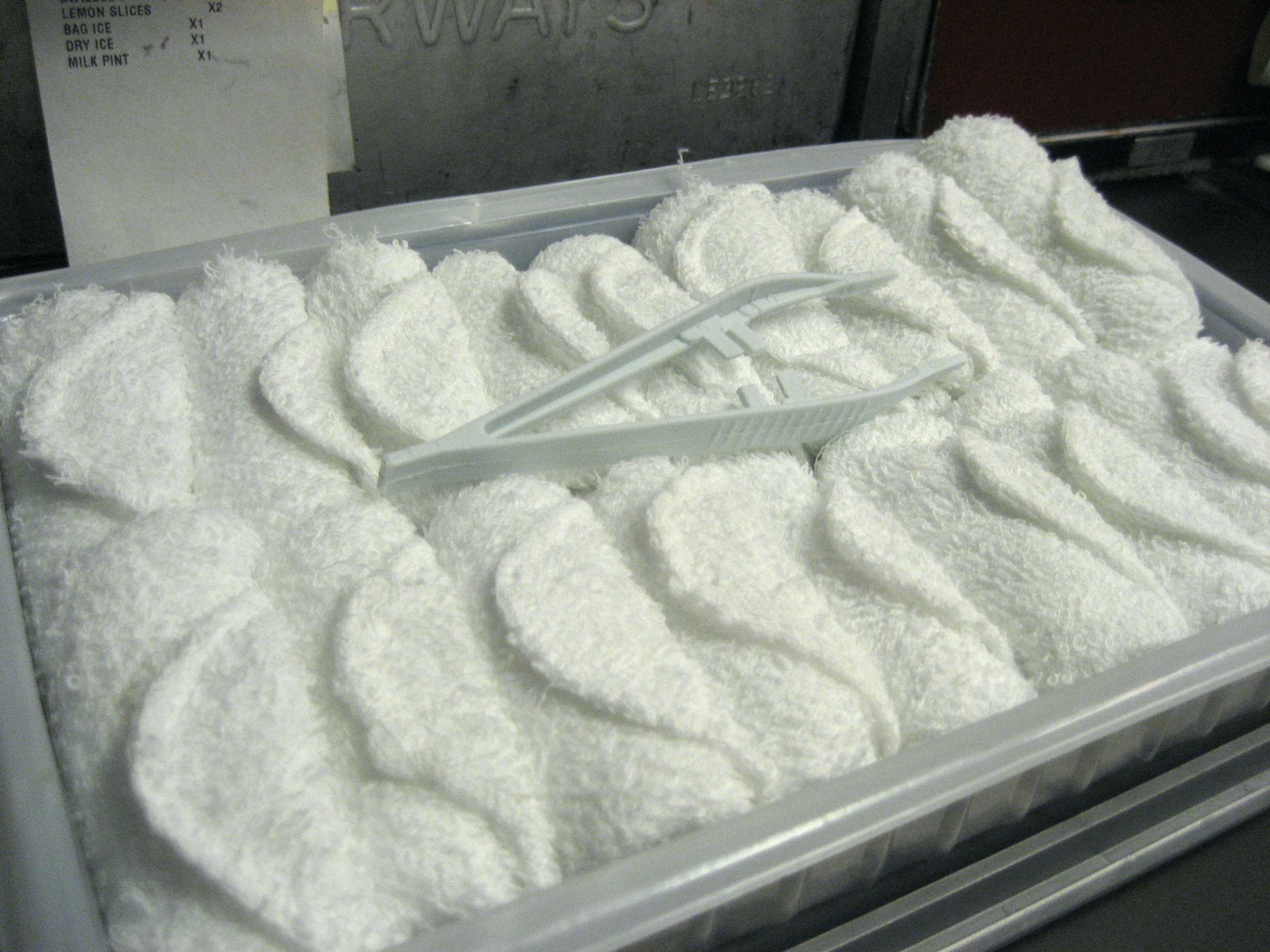
Sovint es distribueixen petites tovalloles calentes als passatgers de la classe business Tovalloles d'un sol ús vistes aquí abans de la preparació.

Alguns salons de bellesa i  clíniques dentals o prefereixen utilitzar un dispensador d'oshibori autònom, on es prepara una tovallola acabada de fer a petició del client. En aquest cas, les tovalloles solen estar fetes d'una fibra no teixida posats en dispensadors a l'abast del públic que es poden trobar fins i tot línies aèries ()

## Oshiborillogat
Com que molts establiments utilitzen oshibori en grans quantitats, sovint no els preparen a la botiga, sinó que utilitzen un servei de lloguer que els renta, els enrotlla en la típica forma cilíndrica i els lliura ja humits. Aquestes empreses de serveis de lloguer solen embolicar cada oshibori individualment en un segell de plàstic transparent i lleuger (pel·lícula de polietilè ), que el client pot trencar i treure fàcilment abans d'utilitzar-lo.